# 斯托氏軸胎䲁
斯托氏軸胎䲁（學名：Axoclinus storeyae），為條鰭魚綱䲁形目三鰭䲁科軸胎䲁屬的一個種，種名是為了紀念曾在史丹佛大學自然史博物館工作的美國爬蟲學家、魚類學家和博物館館長瑪格麗特·漢密爾頓·斯托里（1900-1960），分布於中太平洋東部墨西哥加利福尼亞灣海域，深度7至8公尺，本魚體短小強壯，頭大，鼻孔及眼上各有1對觸鬚，上顎兩側沒有牙齒，三個背鰭，背鰭硬棘15枚、背鰭軟條9-10枚、臀鰭硬棘2枚、臀鰭軟條16-17枚，側線自鰓蓋上緣向側軸中部逐漸下降，有22-25個管狀鱗，其後有0-2個缺刻鱗，頭部、胸部、腹部、胸鰭基部無鱗，雌魚身體上半部呈棕色或綠色，身體上部3/4有3條紅棕色條紋，沿著身體上半部有4排白色斑點，主要在深色條紋之間，尾基部周圍有白色和紅色條紋，後者延伸至尾鰭基部，繁殖期雄魚頭部和身體下半部呈鮮紅色，第一背鰭和尾黑色，體長可達2.3公分，棲息在水淺的礁石區，雌魚產附著性卵在藻類築的巢，雄魚會守護卵，幼魚為浮游性，雜食性，主要以藻類及小型之無脊椎動物為食，生活習性不明。